# Övre Egypten-arabiska
Övre Egypten-arabiska, eller sa'idi-arabiska, är en arabisk dialekt, nära besläktad med egyptisk arabiska. Vissa konsonanter uttalas dock annorlunda vilket ger dialekten en särskild prägel.
Sa'idi-arabiska delas i sex underdialekter. Den skrivs med arabiska alfabetet.

## Exempel
Nedan följer ett exempel: ordet som på modern standardarabiska heter rajul och betyder "man".
- Modern standardarabiska: rajul
- Modern standardarabiska talat av en egyptier: ragul
- Egyptisk arabiska: ragil
- Övre Egypten-arabiska: radil